# Liste der Bodendenkmäler in Mönchengladbach
Die Liste der Bodendenkmäler in Mönchengladbach enthält die denkmalgeschützten unterirdischen baulichen Anlagen, Reste oberirdischer baulicher Anlagen, Zeugnisse tierischen und pflanzlichen Lebens und paläontologischen Reste auf dem Gebiet der Stadt Mönchengladbach in Nordrhein-Westfalen (Stand: November 2018). Diese Bodendenkmäler sind in Teil B der Denkmalliste der Stadt Mönchengladbach eingetragen; Grundlage für die Aufnahme ist das Denkmalschutzgesetz Nordrhein-Westfalen (DSchG NRW).
| Bild           | Bezeichnung                                                | Lage | Beschreibung | Bauzeit | Eingetragen seit | Denkmal- nummer |
| -------------- | ---------------------------------------------------------- | --- | ------------ | ------- | ---------------- | --------------- |
|                | Grabenanlage Broicherhof                                   | Wickrath Broicher Hofweg 31/35 |              |         | 02.06.1987       | 001             |
|                | Landwehr                                                   | Giesenkirchen Hoher Wagen |              |         | 14.10.1986       | 002 a           |
|                | Landwehr „Olles Büschchen“                                 | Mönchengladbach-Land Olles Büschchen, Am Hütterbaum, Am Ohler Friedhof, Landwehrweg, Konradstraße                                           |              |         | 12.04.2016       | 002 b           |
|                | Landwehr                                                   | Hardt Alte, Hardt Neue Vorster Landwehr / Alter Heilstättenweg / Rennbahnweg                                                                |              |         | 14.10.1986       | 002 c           |
|                | Landwehr                                                   | Hardt Alte; Hardt Neue Auf dem Büchel / Auf der Landwehr / Weckheide                                                                        |              |         | 14.10.1986       | 002 d           |
|                | Landwehr                                                   | Hardt Alte Hardter Landstraße / Hundshügel                                                                                                  |              |         | 02.06.1987       | 003             |
|                | Grabhügelfeld                                              | Hardt Alte Hardter Wald: Hundshügel / Am weißen Steins Wege                                                                                 |              |         | 02.06.1987       | 004             |
|                | Landwehr                                                   | Hardt-Alte In den Plankenpeschen, Kühlenacker                                                                                               |              |         | 12.07.2016       | 005             |
|                | Alte Landwehr                                              | Hardt Alte Im Hardterbusch / An Engelshütte / Neusser Dellenfeld                                                                            |              |         | 11.03.1997       | 006             |
|                | Landwehr                                                   | Rheindahlen Herdter Gewälle |              |         | 02.06.1987       | 007             |
|                | Grabenanlage Nortwigerhof                                  | Wickrath Hinterm Broich |              |         | 02.06.1987       | 008             |
|                | Landwehr                                                   | Hardt Alte, Hardt Neue Bergerstraße, Hinter den Hecken, Sieverz Beissel                                                                     |              |         | 14.10.1986       | 009 b           |
|                | Landwehr                                                   | Hardt Neue An der Viersener Landwehr |              |         | 14.10.1986       | 009 c           |
|                | Landwehr                                                   | Mönchengladbach-Land, Neuwerk Landwehrfeld                                                                                                  |              |         | 14.10.1986       | 009 d           |
|                | Landwehr                                                   | Neuwerk Rammesfeld |              |         | 14.10.1986       | 009 e           |
|                | Flachsrösten (4 Gruben)                                    | Rheindahlen Hillerpesch |              |         | 14.10.1986       | 011             |
|                | Flachsrösten, Neuzeit                                      | Hardt Alte Winkelner Straße, Am Winkelter Pfad                                                                                              |              |         | 15.12.1987       | 017             |
|                | Panzergraben                                               | Rheindahlen Gladbacher Straße, An der Windmühle                                                                                             |              |         | 30.04.1998       | 019             |
|                | Hohlweg / Viehleite                                        | Rheindahlen Viehstraße |              |         | 10.01.1996       | 020             |
|                | Römischer Siedlungsplatz                                   | Wanlo Kuckumer Straße (Golfplatz), Welderaths Acker                                                                                         |              |         | 10.04.1997       | 023             |
| weitere Bilder | Wasserburg Schloss Rheydt                                  | Rheydt Schlossstraße 508 Karte |              |         | 06.08.1990       | 024             |
|                | Kirchenfundamente / Gräberfeld                             | Giesenkirchen Konstantinplatz |              |         | 06.11.1997       | 025             |
|                | Steinzeitliche Lager- und Werkplätze                       | Rheydt Ritterstraße, Schrieversbenden, Die Kuhweide                                                                                         |              |         | 10.11.1997       | 026             |
|                | Hofesfeste Haus Sittard                                    | Rheindahlen Sittard 22 |              |         | 22.06.1998       | 031             |
|                | Hofwüstung (Klosterhof)                                    | Odenkirchen Güdderath / Klosterhofweg |              |         | 06.02.1992       | 032             |
| weitere Bilder | Wasserburg Schloss Wickrath                                | Wickrath Schloss Wickrath, Hochstadenstraße, Wickrathberger Straße Karte                                                                    |              |         | 20.10.1995       | 034             |
|                | ehem. Kreuzherrenkloster mit untergegangener Klosterkirche | Wickrath Klosterstraße |              |         | 09.01.2014       | 035             |
|                | Landwehr                                                   | Wickrath Dahler Weg (Nähe des Voigtshofes)                                                                                                  |              |         | 02.02.2001       | 036             |
|                | Paläolithischer Siedlungsplatz                             | Rheindahlen Hilderather Straße 191, Kavittenberg                                                                                            |              |         | 10.10.1995       | 038             |
|                | Dicker Turm und Stadtmauer                                 | Mönchengladbach Turmstiege 16, Waldhausener Straße                                                                                          |              |         | 15.10.1996       | 039             |
|                | Töpferöfen                                                 | Odenkirchen Angerstraße |              |         | 15.12.2000       | 040             |
|                | Flachsrösten, Frühneuzeit/Neuzeit                          | Hardt Neue An der Viersener Landwehr, Bistheide, Hermges Acker                                                                              |              |         | 21.11.2001       | 043             |
|                | Nordkanal                                                  | Neuwerk Am Nordkanal, Krefelder Straße, Im Eschert                                                                                          |              |         | 01.06.2005       | 044             |
| BW             | Römische Zivilsiedlung, Vicus von Mülfort                  | Odenkirchen Altmülfort, Am Beller Wehr, Giesenkirchener Straße, Angerstraße, Am Römerlager, Dorfstraße, Mülgaustraße, Am Haus Altenbr Karte |              |         | 15.06.2010       | 045             |
|                | Stadttor Judenpforte                                       | Mönchengladbach Hindenburgstraße / Krichelstraße                                                                                            |              |         | 02.11.2010       | 046             |
|                | Kirche mit Kirchhof und Gräberfeld                         | Wickrath Berger Dorfstraße 53 a |              |         | 25.04.2007       | 047             |
|                | Jüdischer Friedhof Wanlo                                   | Wickrath Am Stollenend / Hochneukircher Fließ                                                                                               |              |         | 01.10.2004       | 049             |
| weitere Bilder | Burg Odenkirchen                                           | Odenkirchen Burgstraße / Hoemenstraße Karte                                                                                                 |              |         | 18.05.2010       | 052             |
|                | Mittelalterliche Siedlung                                  | Rheindahlen Helenastraße / Am Wickrather Tor / Suitbertgasse                                                                                |              |         | 16.12.2010       | 053             |
| weitere Bilder | Abteikirche St. Vitus, Kloster Gladbach                    | Mönchengladbach Krichelstraße, Kirchplatz, Münsterplatz, Rathausplatz, Abteistraße, Münsterstieg, Portalstieg, Weiherstraße Karte           |              |         | 30.03.2011       | 054             |
| weitere Bilder | Kirche St. Mariä Himmelfahrt mit Kirchhof                  | Mönchengladbach Kirchplatz 14 Karte |              |         | 16.08.2010       | 055             |
|                | ehem. mittelalterliche Stadt                               | Mönchengladbach Kapuzinerplatz, Alter Markt, Waldhausener Straße, Weiherstraße                                                              |              |         | 22.11.2017       | 056             |
|                | Stadtbefestigung                                           | Mönchengladbach Spatzenberg, Geroplatz, Wallstraße, Aachener Straße                                                                         |              |         | 30.06.2011       | 057             |